# Fahnenmannigfaltigkeit
In der Mathematik ist eine Fahnenmannigfaltigkeit der Raum der vollständigen Fahnen in einem Vektorraum oder allgemeiner der Quotient einer halbeinfachen algebraischen Gruppe nach einer borelschen Untergruppe. Fahnenmannigfaltigkeiten sind projektive Varietäten.

## Fahnenmannigfaltigkeit eines Vektorraums
Eine vollständige Fahne in einem endlichdimensionalen (reellen oder komplexen) Vektorraum {\displaystyle V} ist eine Folge
{\displaystyle (V_{0},V_{1},\ldots ,V_{n})}
von Untervektorräumen von {\displaystyle V} mit {\displaystyle V_{0}=0} und {\displaystyle V_{n}=V}, so dass jeder Unterraum im nachfolgenden echt enthalten ist, d. h.
{\displaystyle V_{0}\subsetneq V_{1}\subsetneq \ldots \subsetneq V_{n}}
und so dass
{\displaystyle \dim V_{i}=i}
für {\displaystyle i=0,\ldots ,n} gilt, insbesondere also {\displaystyle n=\dim(V)}.
Die allgemeine lineare Gruppe {\displaystyle \operatorname {GL} (V)} wirkt transitiv auf der Menge aller vollständigen Fahnen, die Stabilisatoren einer Fahne sind konjugiert zur Gruppe {\displaystyle B} der invertierbaren oberen Dreiecksmatrizen.
Es gibt also eine Bijektion zwischen {\displaystyle \operatorname {GL} (V)/B} und der Menge aller vollständigen Fahnen. Deshalb wird
{\displaystyle {\mathcal {F}}l(V):=\operatorname {GL} (V)/B}
als Fahnenmannigfaltigkeit bezeichnet.
Die kanonische Einbettung in das Produkt von Graßmann-Mannigfaltigkeiten
{\displaystyle {\mathcal {F}}l(V)\subset Gr(1,n)\times Gr(2,n)\times \ldots \times Gr(n,n)}
macht die Fahnenmannigfaltigkeit zu einer differenzierbaren Mannigfaltigkeit und (vermittels der Plücker-Einbettung der Graßmann-Mannigfaltigkeiten) zu einer projektiven Varietät.

## Verallgemeinerte Fahnenmannigfaltigkeiten
Es sei {\displaystyle G} eine halbeinfache Liegruppe und {\displaystyle B\subset G} eine Borel-Gruppe, d. h. eine minimale parabolische Untergruppe von {\displaystyle G}. Dann heißt der homogene Raum {\displaystyle G/B} verallgemeinerte Fahnenmannigfaltigkeit. Falls {\displaystyle G} eine algebraische Gruppe ist, ist {\displaystyle G/B} eine projektive Varietät.
Die obigen Beispiele der Fahnenmannigfaltigkeiten eines Vektorraums erhält man für {\displaystyle G=\operatorname {GL} (n,\mathbb {R} )} oder {\displaystyle G=\operatorname {GL} (n,\mathbb {C} )} und {\displaystyle B} die Untergruppe der invertierbaren oberen Dreiecksmatrizen.